# گورنی اینستیتوت
گورنی اینستیتوت (انگلیسی: Gorny Institute) یک کوه آتشفشانی در شبه‌جزیره کامچاتکای کشور روسیه است.